# Стрептів
Стре́птів — село в Україні, у Кам'янка-Бузькій міській громаді, Львівського району Львівської області. До 2020 року село Стрептів був адміністративним центром Стрептівській сільській раді, якій підпорядковувалися села Деревляни, Спас, Стрептів та Ямне, нині орган місцевого самоврядування — Кам'янка-Бузька міська рада. Населення становить 936 особи.

## Географія
Село Стрептів розташоване за 44 км від обласного центру, 44 км від районного центру та 13 км від адміністративного центру міської громади. За 14 км знаходиться найближча залізнична станція Батятичі.
Вулиці
У селі Стрептів налічується 11 вулиць.
- Бічна
- Ворони
- Крайня
- Лемішки
- Мальковського
- Польова
- Садова
- Слободи
- Франка Івана
- Шевченка Тараса
- 1 грудня

## Населення
Станом на 1 січня 1939 року у селі мешкало 1730 осіб, з них: 1510 українців, 10 поляків, 180 латинників та 30 юдеїв, наприкінці 1960-х років — 1326 осіб. За даними всеукраїнського перепису населення 2001 року у селі мешкало 1065 осіб, у 2021 році — 936 осіб.
Мова
Розподіл населення за рідною мовою за даними перепису 2001 року був наступним:
| українська | 1064 | 99,91 |
| російська  | 1    | 0,09  |

## Назва села
Назва Стрептова пов'язана, ймовірно, зі степовим птахом стрепетом, що водиться в цих краях.

## Історія
Поселення на цьому місці вперше згадується в історичних джерелах за 1366 рік. За іншими джерелами поселення відоме з 1463 року.
За радянських часів на території села розташовувалася центральна контора колгоспу «Зоря», який мав 1554 га сільськогосподарських угідь, у тому числі 891 га орної землі та спеціалізувався на вирощуванні зернових і технічних культур, а також на м'ясо-молочному тваринництві.
В селі діють бібліотека, медичний заклад, клуб та Стрептівська ЗОШ I-II ступенів на 250 учнів. Стрептівську школу на початку 2020-х років реорганізовано в гімназію з дошкільним відділенням та початковою школою, де навчаються 96 дітей.

## Церква святих Косми і Дам'яна
Попередня дерев'яна церква датована 1759 роком. Ця ж церква згадана також у Шематизмі греко-католицького духовенства Львівської архієпархії 1932 року. Скоріше за все, що попередня церква була знищена вогнем під час першої світової війни. Тимчасова дерев'яна каплиця могла бути зведена в кінці 1920-х на початку 1930-х років, адже у 1924 році її ще не існувало. Будівництво мурованого храму на місці старої церкви розпочали у 1936 році, але до початку війни не закінчили. З настанням незалежності України мурований храм добудували і у 1995 році освятили. Відтоді дерев'яна церква-каплиця стоїть пусткою.

## Відомі люди
- Пилипчук Святослав Михайлович — український науковець, професор кафедри української фольклористики Львівського національного університету імені Івана Франка, Доктор філологічних наук, директор Інституту франкознавства, голова правління Міжнародного фонду Івана Франка, декан філологічного факультету Львівського національного університету імені Івана Франка.
- Сирко Андрій Володимирович — український військовик, солдат Збройних Сил України, учасник російсько-української війни, що загинув під час російського вторгнення в Україну у 2022 році.
- Слющинський Богдан Васильович — український науковець, поет, композитор, завідувач кафедри політології, філософії та соціології Маріупольського державного університету, доктор соціологічних наук.